# Strip Me?
strip me? es el primer álbum de estudio de la modelo y cantante japonesa Anna Tsuchiya, lanzado al mercado el día 2 de agosto del año 2006 bajo el sello MAD PRAY RECORDS.

## Detalles
Este trabajo es considerado el primer álbum original de estudio de Anna Tsuchiya, ya que su primer disco "Taste My Beat" fue solo un miniálbum. En este disco fueron incluidos los dos sencillos anteriormente lanzados "Change your life" y "SLAP THAT NAUGHTY BODY", y "rose", opening de la serie animada de Ai Yazawa conocida como Nana. Temas que no fueron sencillos, pero que también ayudaron en la promoción del álbum, fueron "zero" -tema que Nana interpretaba en el anime del mismo nombre-, "Grooving beating" -tema principal de comerciales para los productos Whiteen, "Lovin' you" -Tema oficial de la versión de “Silent Hill” del doblaje japonés-, "knock down" -tema utilizado en comerciales para la empresa de cosméticos KOSÉ-. El álbum también incluye el primer cover que Anna ha realizado, del tema "True Colors" originalmente de Cyndi Lauper.
El álbum fue lanzado en dos versiones distintas, una con solo el disco de audio y la otra con un DVD. Este incluye todos los videos musicales que ha realizado Nana en su carrera en solitario, inclusive el de la canción "Taste My Skin", que no está incluido como pista de audio en el álbum. La versión del video musical de "rose" es ligeramente distinta a la versión que antes había sido promocionada en televisión y lanzada en el DVD del sencillo, donde se muestran solo las escenas donde ella toca en vivo con la banda del video original sin cortes. También es incluida una pista llamado "SING or DIE", que de hecho son imágenes de como Nana realizó cada uno de sus videos desde "Taste My Skin" a "rose". Primeras ediciones del álbum -CD y CD+DVD- también incluyó un cupón especial para participar en el concurso de un reloj de marca Lancaster Italy firmado por la misma Anna.
A "rose" se le atribuye la principal causa de que este álbum se haya convertido en un éxito mucho mayor comparado con el primer miniálbum de Anna, ya que el tema de Nana cautivó a mucha más gente, entre los que se incluyeron fanáticos de la serie que comenzaron a seguir la música de Anna debido a que ella hacía la voz musical del personaje principal. Sus dos primeros singles no alcanzaron a vender ni diez mil copias juntos, pero "rose" tripicló las ventas, vendiendo casi treinta mil copias solo en la primera semana que salió a la venta. Como consecuencia de este nuevo interés que la música de Anna comenzó a adquirir, el álbum debutó en su primera semana en el puesto n.º 11 de las listas de Oricon, llegando a vender cuarenta mil copias.

## Canciones

### CD
1. zero
2. rose
3. NO WAY
4. Lovin' you
5. Under My Mask
6. True Colors
7. Give me Kiss & Kiss
8. Forever
9. Interlude
10. Change your life
11. ecstasy
12. Jane
13. Grooving beating
14. knock down
15. SLAP THAT NAUGHTY BODY

### DVD
1. Taste My Skin
2. Change your life
3. SLAP THAT NAUGHTY BODY
4. rose ~strip me? edition~
5. SING or DIE

- Datos: Q1050372